# Charnwood (przedsiębiorstwo)
Charnwood – angielskie przedsiębiorstwo z grupy Samworth Brothers z siedzibą w Leicester, zajmujące się produkcją ciast z mięsem dla sieci handlowych Tesco, Waitrose, Marks & Spencer.
Firma dostarcza artykuły spożywcze do największych sieci detalicznych Wielkiej Brytanii. Charnwood jest jedną z grup firmy Samworth Brothers notowanej na London Stock Exchange.